# Federico Faggin
Federico Faggin (Vicenza, Olaszország, 1941. december 1. –) egy olasz fizikus és villamosmérnök, leginkább arról ismert, hogy ő tervezte meg az első kereskedelemben kapható mikroprocesszort. Ő vezette az Intel 4004 (MCS-4) projektjét és fejlesztőcsoportját az Intel kezdeti mikroprocesszor-fejlesztési erőfeszítéseinek első öt évében. A Zilog mikroprocesszor-fejlesztő vállalat alapítója és vezérigazgatója. 2010-ben a technológiai fejlesztések terén végzett kiemelkedő munkájáért elnyerte az USA Technológiai és Újítási Nemzeti Érdemérmét (National Medal of Technology and Innovation).